# Operator (programowanie)
Operator – konstrukcja językowa jedno-, bądź wieloargumentowa zwracająca wartość.
Do podstawowych operatorów, będących elementem większości języków programowania, należą operatory arytmetyczne: dodawania (+), odejmowania (-), mnożenia (*), dzielenia (/); operatory porównania: większe niż (>), mniejsze niż (<), większe równe (>=), mniejsze równe (<=), równe (= lub ==), różne (<> lub !=), a także operatory operacji logicznych, operacji bitowych, przypisań itd. Główne cechy opisujące operator to liczba i typy argumentów, typ wartości zwracanej, wykonywane działanie, priorytet oraz łączność lub jej brak oraz umiejscowienie operatora względem operandów. Dany język posiada swoją listę operatorów wraz z określonymi cechami, mówiącymi o kolejności wykonywania operacji w przypadku, gdy nie zastosowano nawiasów. W niektórych językach można definiować nowe operatory oraz zmieniać priorytety i łączność.

## Umiejscowienie względem operandów
Operator umieszczany przed swoimi operandami nazywa się operatorem przedrostkowym (prefiksowym), po operandach — przyrostkowym (postfiksowym), pomiędzy operandami — wrostkowym (infiksowym). Dla operatorów składających się z kilku symboli leksykalnych powyższe rozróżnienie nie zachodzi.

## Pierwszeństwo, priorytet
Pierwszeństwo operatorów określa jak należy interpretować wyrażenie gdzie na jednym poziomie (struktury nawiasowej) występują dwa operatory. Przykładowo a + b * c może być interpretowane jako (a + b) * c lub a + (b * c). Gdy + ma wyższy priorytet niż *, zachodzi sytuacja pierwsza. Gdy jest na odwrót — druga. Projektanci języków programowania starają się tak dobierać priorytety, żeby odpowiadały intuicji w typowych konstrukcjach. Na przykład operatory arytmetyczne mają priorytety zgodne z kolejnością wykonywania działań, niższy priorytet mają operatory porównania a jeszcze niższy operatory logiczne. Dlatego wyrażenie 1+2*x < 3 || x==0 nie musi być zapisane jako ((1+(2*x)) < 3) || (x==0).

## Łączność, wiązanie
Łączność to cecha operatorów pozwalająca jednoznacznie interpretować wyrażenie w którym występują operatory o tym samym priorytecie (w szczególności kilka wystąpień tego samego operatora). Wyrażenie a+b-c będzie zinterpretowane jako (a+b)-c jeśli operatory + i - są lewostronnie łączne a a+(b-c) jeśli prawostronnie łączne. Operatory o tym samym priorytecie ale innej łączności nie mogą być mieszane ze sobą. Operatory mogą nie być łączne, wtedy również ich mieszanie z innymi jest niedozwolone. W większości języków podstawowe operatory arytmetyczne są łączne lewostronnie, natomiast operatory potęgowania czy przypisania prawostronnie.

## Przykładowy zapis wjęzyku C
(zmienna liczba jest typu int)
```
liczba
 
*=
 
((
liczba
=
10
)
 
+
 
7
)
 
%
 
3
;

```

Nawiasy w tym przypadku wymusiły zmianę priorytetów operatorów. Działania wykonane zostaną w porządku narzuconym przez nawiasy. To samo wyrażenie pozbawione nawiasów:
```
liczba
 
*=
 
liczba
 
=
 
10
 
+
 
7
 
%
 
3
;

```

jest również poprawne ze względu na składnię. Wynik będzie jednak inny – pierwsza wykonana zostanie operacja dzielenia modulo, następnie dodawania, a na końcu oba przypisania od prawej do lewej.
W języku C kolejność obliczania operandów operatora nie jest gwarantowana ze względu na zastrzeżenie możliwości optymalizacji kodu wynikowego przez kompilator (nie dotyczy to operatorów &&, ||, ?: oraz ,). Użycie operandów, których obliczenie wartości wpływa na wartość pozostałych nie gwarantuje takiego samego wyniku we wszystkich implementacjach języka.
Np. kod:
```
int
 
i
 
=
 
1
;

tablica
[
i
]
 
=
 
i
++
;

```

nie gwarantuje, czy wartość 1 zostanie wstawiona pod indeks 1, czy może pod indeks 2 tablicy.